# 4077 Asuka
4077 Asuka је астероид главног астероидног појаса са средњом удаљеношћу од Сунца која износи 3,019 астрономских јединица (АЈ).
Апсолутна магнитуда астероида је 11,4.